# Kuzmani
Kuzmani (szerbül: Кузмани), település Bosznia-Hercegovinában, a Szerb Köztársaságban, Teslić községben.

## Fekvése
A település Bosznia-Hercegovina középső részének északi szélén, Dobojtól légvonalban 34, közúton 41 km-re délnyugatra, községközpontjától légvonalban 20, közúton 33 km-re délnyugatra, a Borja-hegység délkeleti lejtőin, 400-580 méteres magasságban található. A falu a Gornji Teslić melletti útról lekanyarodva, Jasenova falun keresztül érhető el. A település szórvány jellegű, házcsoportokból álló falvakkal, amelyek többnyire a dombtetőkön találhatók. A településrészek aszfaltozatlan utak révén kapcsolódnak egymáshoz. A falu két nagyobb lakott egységre oszlik, Gornje és Donje Kuzmane. Kuzmanéban szerb ortodox lakosság él. A nagyobb családok a Kuzmanovići, a Trivunčevići és a Bagići.

## Népessége
| Nemzetiségi csoport | Népesség 1991 | Népesség 2013 |
| ------------------- | ------------- | ------------- |
| Szerb               | 205           | 56            |
| Bosnyák             | 0             | 0             |
| Horvát              | 0             | 0             |
| Jugoszláv           | 1             | 0             |
| Egyéb               | 1             | 0             |
| Összesen            | 207           | 56            |

## Története
A falu, akárcsak a faluban legelterjedtebb Kuzmanovići család, Kuzmanról, a török uralom idejében itt tevékenykedő hajdúról kapta a nevét. Feljegyezték, hogy az első itteni telepesek Inđa és Kuzman hajdúk voltak, akik az Uzvinska völgyében a török karavánokkal való összecsapás után gyógynövényekkel kezelték a sebeiket. A török karavánút éppen itt Uzvinskán és Marički brdón keresztül haladt át Tešnajből Travnik felé, majd Vidarén és Šašikon keresztül tovább a Vučja-hegységen keresztül Travnikig.
A többségben szerb lakosságú település 1878-ig tartozott az Oszmán Birodalomhoz, ekkor a berlini kongresszus határozata alapján az Osztrák-Magyar Monarchia része lett. A monarchia szétesésével 1918-ban előbb a Szerb-Horvát-Szlovén Királyság, majd 1929-től a Jugoszláv Királyság része lett. Az 1929-es törvény értelmében, amikor Bosznia-Hercegovinát négy banovinára, Drinskára, Vrbaskára, Zetskára és Primorskára osztották, a település a Vrbaska banovina része lett, amelynek székhelye Banja Luka volt. 
Jugoszlávia megszállása után a Független Horvát Állam (NDH) része lett. A második világháború után 1992-ig a település a szocialista Jugoszlávia keretében a Bosznia-Hercegovinai Népköztársaság része volt. A daytoni egyezmény aláírása után a település Teslić község részeként a Szerb Köztársaság területéhez került.
A falu területén igen gyakori a kivándorlás. A falu megközelíthetetlensége és az alapvető infrastruktúra hiánya miatt a falu generációk óta szenved a lakosság elvándorlásától. A lakosok nagy része a környező Vlajići és Đulići falvakba költözött, és a 20. század végétől érezhető a lakosság külföldre vándorlása.

## Infrastruktúra
A településnek az iskolán kívül, a falunak nincsenek olyan megszokott intézményei, mint boltok, üzletek, posta vagy hasonlók. A falu nem csatlakozik a vezetékes hálózathoz és a mobiltelefonos lefedettsége is nagyon rossz. Aszfaltozatlan utak kötik össze Jasenova, Mladikovine és Vlajići falvakkal. Teslić-csel egy buszjárat köti össze, amely reggel viszi a munkásokat a városba, majd délután indul vissza.

## Oktatás
A faluban egy alsó tagozatos általános iskola (5. osztályig) található, mely a đulići „Ivo Andrić” Általános Iskola regionális iskolája. 2009-ben az iskolának 11 tanulója volt 5 osztályban, egy közös osztályba csoportosítva.

## Nevezetességei
- Szent Konstantin császár és Szent Ilona császárné tiszteletére szentelt pravoszláv temploma.

## Fordítás
- Ez a szócikk részben vagy egészben  a(z)   Кузмани című szerb Wikipédia-szócikk ezen változatának fordításán alapul.  Az eredeti cikk szerkesztőit annak laptörténete sorolja fel. Ez a jelzés csupán a megfogalmazás eredetét és a szerzői jogokat jelzi, nem szolgál a cikkben szereplő információk forrásmegjelöléseként.